# چاغان‌نور (بایان‌اولگی)
شهرستان چاغان‌نور  (به زبان مغولی: Цагааннуур сум، [Cagaannuur sum]؛ ᠴᠠᠭᠠᠨ ᠨᠠᠭᠤᠷ ᠰᠤᠮᠤ، [čaɣan naɣur sumu])(به زبان قزاقی: Шағаннұр сұмыны، شاعاننۇر سۇمىنى‎) یک شهرستان (سُوم) در مغولستان است که در استان بایان‌اولگی واقع شده‌است. چاغان‌نور ۱٬۴۰۳٫۳۴ کیلومترمربع مساحت و ۱٬۴۳۶ نفر جمعیت دارد.

## تقسیمات اداری
شهرستان چاغان‌نور متشکل از ۱ قصبه (باغ) می‌باشد، شامل:
- چاغان‌نور 
  - (مغولی: Цагааннуур баг، [Cagaannuur bag]؛ ᠴᠠᠭᠠᠨ ᠨᠠᠭᠤᠷ ᠪᠠᠭ، [čaɣan naɣur baɣ])
  - (قزاقی: Шағаннұр бағы، شاعاننۇر باعى‎)